# Abbaye Saint-Alban devant Mayence
Pour les articles homonymes, voir Saint-Alban.
L’abbaye Saint-Alban devant Mayence a été, plusieurs siècles durant, l’un des monastères les plus importants de l'Ordre de Saint-Benoît en Europe. Elle était située devant Mayence, dans le Saint-Empire romain germanique.
Cette abbaye a pris la succession d'un monastère bénédictin qui se dressait naguère sur le Mont Saint-Alban au sud de Mayence. Dès la seconde moitié du Ve siècle, il y avait à cet endroit une église à nef unique dédiée à Alban de Mayence, dont les dimensions en plan étaient de 13 × 28 m, et à laquelle une communauté monastique aisée, d’obédience columbanienne (entretenant des relations avec Saint-Gall) a dû être rattachée (l'épitaphe d'un certain abbé Pertram faisant foi) au plus tard au VIIe siècle. Une nouvelle chapelle plus importante fut érigée et consacrée le 1er décembre 805 par l’archevêque Richulf de Mayence (787–813). La congrégation était peut-être alors déjà convertie à l'obédience bénédictine dans la mouvance de la réforme monastique prônée par Benoît d'Aniane. Le rayonnement spirituel de l’abbaye franque se reflétait déjà au travers de la taille peu ordinaire de la nef ; mais l’abbaye carolingienne à trois nefs consacrée le 1er décembre 805 par Richulf rejoignait par ses dimensions la cathédrale carolingienne de Cologne et demeura jusqu'à la construction de la cathédrale de Mayence par l'archevêque Willigis la plus grande église du pays (largeur de la nef centrale env. 12,40 m, largeur des collatéraux de 6,20 m).
Le monastère était célèbre pour son école pietate doctrinaque inclinatum et sa somptueuse abbaye. L’école dépendait de l’Académie palatine, où l’archevêque Richulf aussi bien que l’archevêque Raban Maur, né en 780 à Mayence, avaient reçu leur instruction. Si au moins une partie de la production des manuscrits du Haut Moyen Âge de provenance mayençaise, et qui présente des traits bien reconnaissables, a dû être localisée à Saint-Alban, il semble toutefois que le scriptorium proprement dit se trouvait dans la cathédrale.

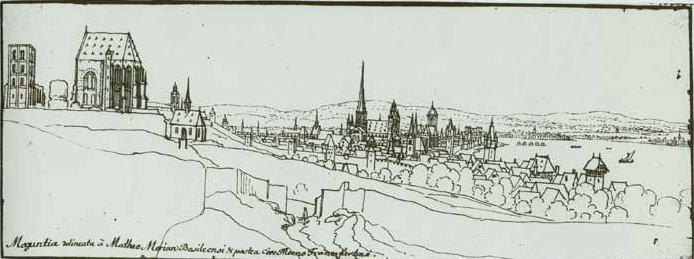
Mayence, vue du sud-est (1631). À gauche, St. Alban avec chœur et campanile. Dessin de Wenceslas Hollar.

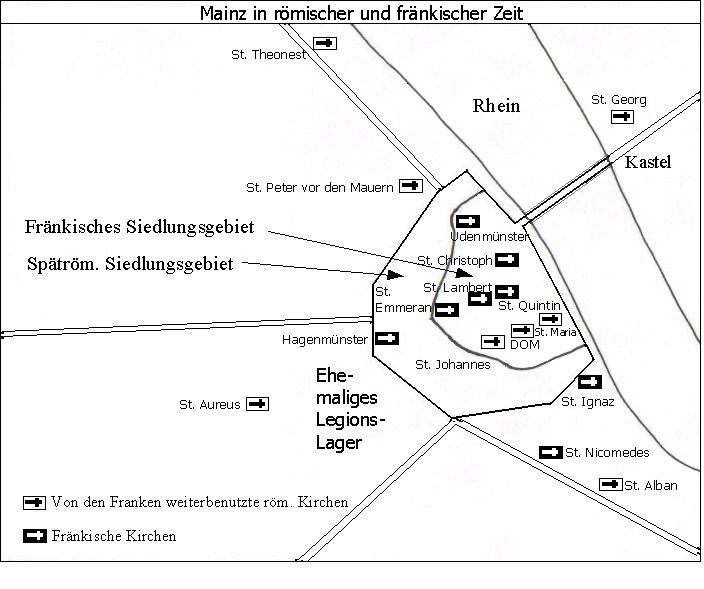
Topographie chrétienne de Mayence

## Architecture
La plus vieille église remonte au Bas-Empire : c'était une église d'une seule nef, dont l'assiette était d'environ 50:100 pieds romains. La basilique carolingienne, consacrée en 805, comportait trois nefs (une nef centrale et deux collatéraux) et deux absides de construction plus tardive (sans doute 1114). À l'ouest, outre un vestibule ménagé dans la nef, se tenait la chapelle Saint-Michel, encore dépourvue de tour. Les deux tours de la façade ouest qui apparaissent sur des gravures postérieures ont été ajoutées à l’époque romane. Le chœur gothique construit entre 1300 et 1500 était d'une taille exceptionnelle. Le plan du monastère de Schloss Johannisberg comporte des similitudes avec l'abbaye-mère de Saint-Alban.

## Histoire

### Période carolingienne
Déjà au Bas-Empire et au cours de l’Antiquité tardive, il existait à cet endroit une église avec son cimetière, qui firent l'objet de fouilles entre 1907 et 1911. On suppose que la tombe de Saint Alban se trouve parmi les tombes dégagées. Cette église avait été en partie détruite par un tremblement de terre en 858.
L’existence d'une communauté monastique est attestée en tout cas dès le VIIe siècle par des épitaphes retrouvées sur le site. Alban ou Aubin de Mayence, un missionnaire grec de Naxos, ou plus probablement originaire d'Afrique du Nord, était mort à Mayence en 406 : l’abbaye fondée en 787 ou 796 par Richulf, archevêque de Mayence, fut nommée en son honneur. Mais avant même l'achèvement de cette première basilique, cet édifice fut en 794 le lieu de sépulture de la reine Fastrade, troisième épouse de Charlemagne et donatrice du monastère, et devait accueillir par la suite les dépouilles de nombreux archevêques de Mayence. Tant que l'abbaye était en construction, c’est-à-dire jusqu'au règne de Boniface, c’est à l’église Saint-Hilaire qu’on inhumait les évêques.

### L'influence ottonienne
Le rayonnement de l'abbaye Saint-Alban sous les Carolingiens se reflète entre autres par le nombre des synodes et des bans royaux qui s'y sont tenus (813, 847, 1084 et 1182). Au Xe siècle, elle s'impose comme le cœur de la liturgie ottonienne. Entre 1022 et 1031, sous le règne de l'archevêque Aribon, le moine Eckart de Saint-Gall fonde le séminaire de l'abbaye.
Le Pontifical de Mayence (ordo coronationis) prescrit entre autres l’étiquette des cérémonies de sacre, d'onction et de couronnement. Ce Pontificale Romano-Germanicum, vraisemblablement rédigé sous le règne de Guillaume de Mayence était reconnu de toute l'Église latine. Jusqu'en 1419, date où l’abbaye Saint-Alban sera convertie en une paroisse temporelle (Ritterstift), elle est le cadre d'un cérémonial important : pour l'entrée en fonction de l'archevêque nouvellement élu par le chapitre, ce dernier doit revêtir solennellement et pour la première fois le pallium que le pape lui a envoyé depuis Rome, après que cet ornement a reposé une nuit entière sur la tombe de saint Alban.
Le chapitre canonial de Mayence entretenait d’étroites relations avec l’abbaye Saint-Alban. Les princes archevêques des IXe et Xe siècles adoptaient l'abbaye comme leur lieu de sépulture. Sous le règne d’Hildebert, en 935, les restes de dix évêques d’avant Boniface furent translatés de la basilique Saint-Hilaire en ruines à l’abbaye Saint-Alban. Lors des messes, l'abbé siégeait de droit juste derrière l'archevêque. Lors de la procession du Dimanche des Rameaux, les rameaux étaient toujours amenés depuis l'abbaye. C'est pourquoi non seulement les monnaies de la paroisse étaient frappées côté face d'un âne, mais les armoiries de la ville de Bodenheim, où le chapitre abbatial disposait de terres considérables, comportent aussi l'effigie de cet animal.
Au XIe siècle, on marqua un intérêt croissant pour la biographie du patron de l'abbaye, Alban. Aussi l’abbé Bardon chargea-t-il en 1060 l’écolâtre Gossuin de composer une Vita de Saint Alban, la Passio sancti Albani Martyris Moguntini, afin d’accroître l’audience de son institution. Un autre moine, Sigehard de Saint-Alban, élabora sur la base de l’hagiographie de Gossuin une autre Vita de Saint Alban, où il mettait en relief la décapitation du martyr. Cet aspect ne s'était encore jamais exprimé dans les représentations picturales. Un sceau du monastère daté de 1083 montre Alban avec sa tête encore sur les épaules, la main gauche sur la poitrine et la palme des martyrs dans la main droite : inspiré par l’œuvre de Sigehard, les abbés, vers la fin du XIIIe siècle, modifièrent leur sceau, où Alban apparaît désormais portant sa tête dans ses mains.

### Abbaye fortifiée

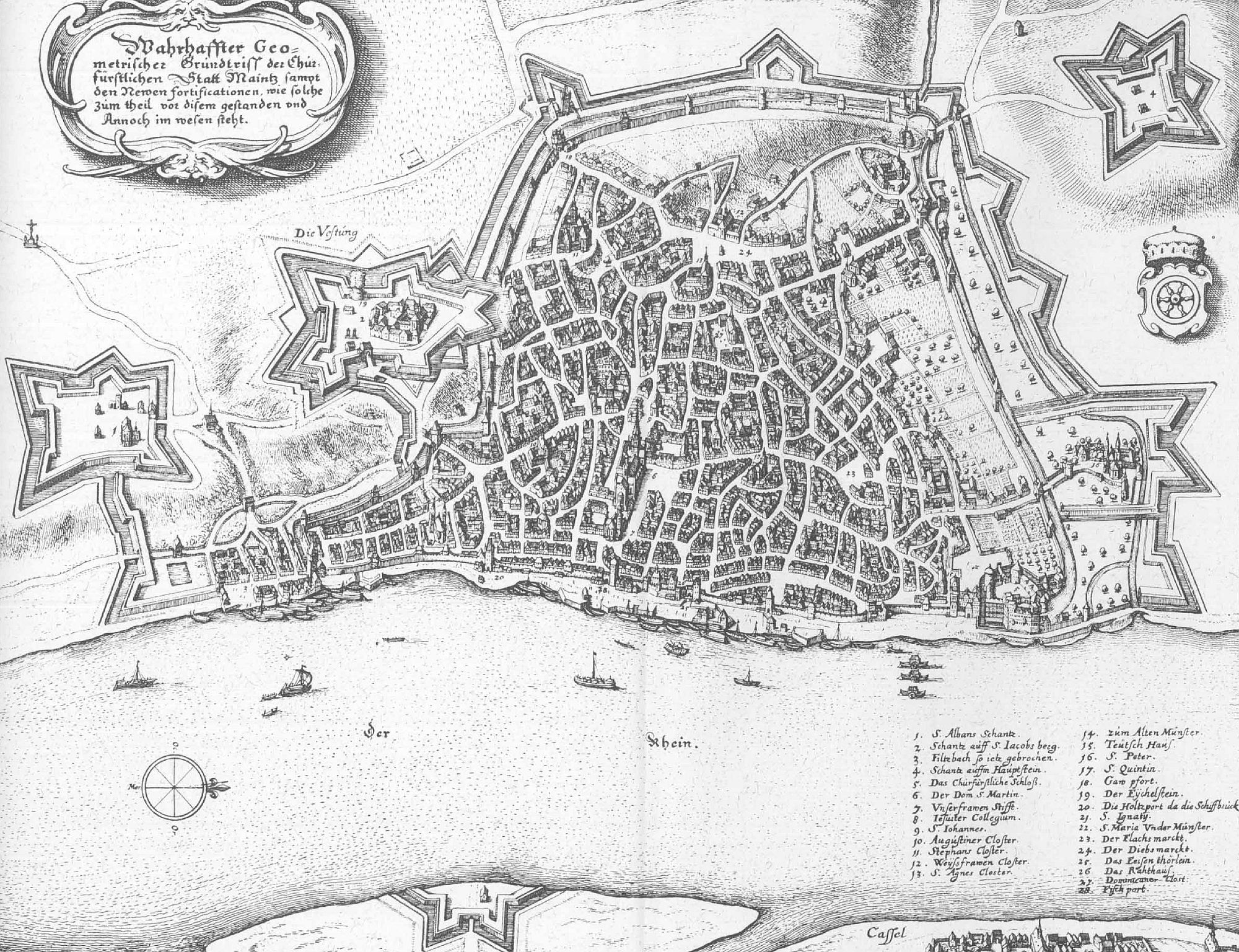
La ville de Mayence et l'abbaye dans une gravure de Matthäus Merian le Jeune (1655).

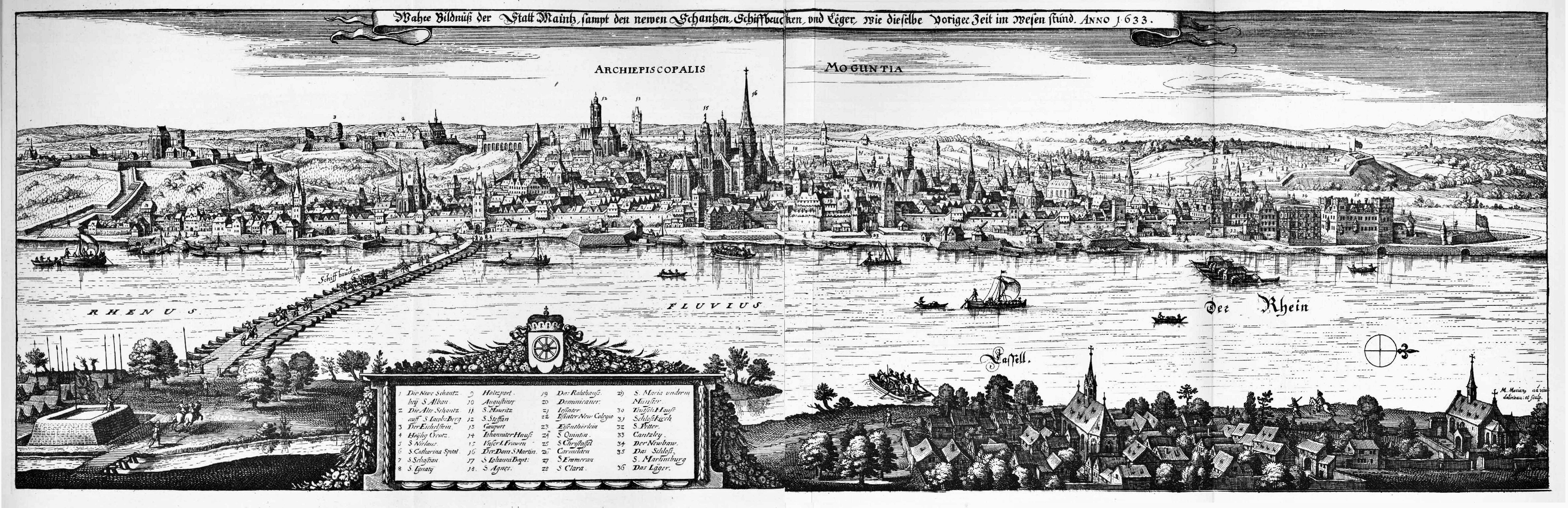
Mayence d'après la Topographia Archiepiscopatuum Moguntinensis (1646).

L'archevêque suivant, Baudouin de Luxembourg (1328–1336), fit fortifier les monastères Saint-Alban, Saint-Jacques et la Collégiale Saint-Victor devant Mayence, qui se trouvaient à l’extérieur de l’enceinte de la ville. Saint-Alban et Saint-Victor disposaient déjà de tours et de fortes murailles qui remontaient à l'époque romaine ou au haut Moyen Âge. Le clergé mayençais prenait parti pour Baudoin, ce qui signifie que ces abbayes fortifiées à l'entour de la ville représentaient en cas de conflit avec le prince une réelle menace pour les bourgeois, qui s'en défiaient. Le monastère Saint-Jacques, bâti sur le mont du même nom (cf. Citadelle de Mayence) se trouvait juste en face des fossés et de l'une des grandes portes, disposant d'un angle de tir privilégié sur les remparts. Ainsi Saint-Alban (depuis le mont éponyme), Saint-Victor au Nord du faubourg de Weisenau et le donjon de Weisenau au sud, tenaient en respect toute la ville…

### Démantèlements successifs
Le 10 août 1329, la chapelle et l'abbaye, entourées de solides remparts, sont détruites à la suite de l'affrontement entre les bourgeois et le prince-archevêque de Mayence, Baudouin de Luxembourg. La tour nord de la façade ouest est minée et jetée à terre. L'abbaye sera, il est vrai, reconstruite, mais elle n'aura plus la splendeur d'antan, et surtout elle sera ouverte. En 1354, l’abbé Herrmann doit renoncer à demander des mesures compensatoires à la ville.
En 1419, l’archevêque Jean II de Nassau parvient à convertir l’abbaye en collégiale (Ritterstift). Seuls les aristocrates sont désormais admis dans la congrégation. Au cours de la lutte opposant l'archevêque Diether von Isenburg et l’électeur Frédéric Ier du Palatinat en 1460, les bâtiments ne sont épargnés que parce qu'une rançon a été préalablement versée. En 1518, l’empereur Maximilien octroie aux chanoines le droit de battre monnaie, donnant cours au florin de Saint-Alban (Albansgulden).
Puis le soir du 28 août 1552, au cours de la Seconde guerre des Margraves, l’abbaye Saint-Alban est pillée et incendiée par le margrave Albert de Brandebourg ; l’abbaye ne sera jamais reconstruite. Au milieu des ruines de la basilique (ipsius templi quae superant ruderibus), on édifie une chapelle, qui à son tour souffrira beaucoup des ravages de la guerre de Trente Ans avant d’être complètement détruite pendant le Siège de Mayence (1793). En 1802, l’abbaye de Saint-Alban est formellement dissoute par Napoléon.
Il ne reste donc rien des vestiges du monastère médiéval de nos jours. La plupart des structures, y compris la cathédrale, ont été détruites avant 1755. L’abbaye bénédictine se trouvait à l'emplacement de l'actuel Oberstadt sur le mont Saint-Alban. Les murs de l'ancienne basilique coïncidaient avec la rue Auf dem Albansberg. Mais 130 ans après sa dissolution, le culte de Saint-Alban a connu une sorte de renaissance avec la fondation de la nouvelle église Saint-Alban, première construction religieuse entreprise à Mayence après la Deuxième Guerre mondiale.

## Possessions

### Domaines
Par suite de la perte des lettres de donation du Haut Moyen Âge, on ne peut reconstituer qu'en partie l'histoire des propriétés de l'abbaye, mais des actes conservés hors de l'électorat (par exemple à Fulda) permettent d'établir que dès avant les constructions de l'archevêque Richulf, la congrégation jouissait déjà d'importants domaines autour de Mayence, par exemple à Bodenheim, Laurenziberg près de Gau-Algesheim, mais aussi dans la région de Worms (attesté dès le milieu du VIIIe siècle). La toponymie donne des indices supplémentaires et témoigne d'anciennes propriétés le long d'un croissant passant au sud-est de Mayence et allant jusqu'au sud de Francfort, dans le Wetterau, aux confins de la Saxe Hessoise et de la Thuringe, ainsi qu'en Moyenne-Franconie. Il ressort des premiers diplômes du monastère de Sarmsheim que l'ancien diocèse de Mayence s'étendait jusqu'au Hunsrück. La seigneurie y était détenue par l'abbaye de Saint-Alban. Vers 900, l'usufruit avait été transféré de la cour de Sarmundesheim au monastère. Ces terres, avec le bailliage de Sarmundesheim, étaient confiées aux comtes silvestres et aux comtes palatins, puis par la suite au prince-archevêque. En 1184 le pape Lucius III (1181–1185) accorde à l'abbé Heinrich toutes ces possessions, dont 22 églises et deux chapelles. Les droits de l'abbaye ont été confirmés à la demande de l'abbé, en 1213 par l'archevêque Siegfried II von Eppstein (1200–1230) et en 1325 par Matthias von Bucheck (1321–1328) du chapitre canonial.
Le pape Boniface IX (1389–1404) confirme encore ces droits en 1402.
Vers 1100 l'archevêque Ruthard offre à l'abbaye bénédictine des vignobles du Rheingau, naguère appelés Bischofsberg. Les moines devaient y fonder une nouvelle communauté. Le nouveau monastère fut consacré à Saint Jean et, sous le nom de Schloss Johannisberg, est devenu un cépage mondialement connu.

### Trésors culturels
Le précieux sacramentaire du scriptorium de l'abbaye fait partie la collection de manuscrits rares de la bibliothèque du diocèse de Mayence. Quelque manuscrits de la bibliothèque de Saint-Alban sont consultables sur la bibliothèque “Martinsbibliothek”.

## Baptêmes
Harald Klak, roi des Danois (812-854), fils de Godfried, fut baptisé à l'abbaye le jour du solstice d’été 826 avec son épouse et son fils Godfrid,.

## Funérailles
- Fastrade de Franconie († 794), reine carolingienne par son mariage avec Charlemagne[8].
- Liutgard († 953), fille de l'empereur Otton Ier du Saint-Empire.
- Charles d'Aquitaine († 863), archevêque de Mayence.
- Frédéric de Mayence († 954), archevêque de Mayence.
- Ludolphe de Souabe († 957), seul fils du duc de Souabe Otton Ier.
- Guillaume de Mayence († 968), archevêque de Mayence.

## Littérature
- Les Ordines Romani du haut Moyen Âge, Michel Andrieu, Louvain: Spicilegium Sacrum Lovaniense Administration, 1961–1974.
- Le Pontifical romano-germanique du dixième siècle, éd. C. Vogel and R. Elze (Studi e Testi vols. 226-7 (text), 266 (introduction and indices), 3 vols., Rome, 1963–72).
- Reinhard Schmid: Die Abtei St. Alban vor Mainz im hohen und späten Mittelalter. Geschichte, Verfassung und Besitz eines Klosters im Spannungsfeld zwischen Erzbischof, Stadt, Kurie und Reich. (Beiträge zur Geschichte der Stadt Mainz) (Mainz, 1996)
- Brigitte Oberle: Das Stift St. Alban vor Mainz. Aspekte der Umwandlung des Benediktinerklosters St. Alban in ein Ritterstift im 15. Jahrhundert. (2005)
- Franz Staab (de) (dir.), Beiträge zur Mainzer Kirchengeschichte 6 — Christliche Antike und Mittelalter, vol. 1 : Handbuch der Mainzer Kirchengeschichte, Würzburg, Echter, 2000, « Die Mainzer Kirche im Frühmittelalter »